# Sexy! No, No, No…
Sexy! No, No, No… — шестнадцатый сингл британской поп-группы Girls Aloud и первый, выпущенный в поддержку альбома Tangled Up.

## Список композиций

### CD 1
1. Sexy! No No No… — 3:18

2. Something Kinda Ooooh (Live at Bournemouth International Centre) — 3:24

### CD 2
1. Sexy! No No No… — 3:18

2. Sexy! No No No… (Tony Lamezma’s «Yes Yes Yes» Mix) — 6:16

3. Dog Without a Bone — 4:01

4. Sexy! No No No… (Video)

### iTunes Exclusive digital download
1. Sexy! No No No… (Xenomania Club Mix) — 5:00

## Music video
В начале клипа солистки одеты в черные обтягивающие костюмы из ПВХ, они стоят на фоне красной материи, показываются цветы и швея, начинающая работу над платьем. Шерил Коул начинает петь вступление. Начиная с припева камера показывает надувные красные платья девушек. Швея втыкает в платье булавки, они проходят между солистками и рвут надувные наряды. Красная ткань с них спадает и девушки вновь в черных костюмах, но уже окруженные нитями.
Клип выиграл Virgin Media Award в номинации «Лучшее видео».

## Выступление в чартах
Из-за того, что сингл"Sexy! No No No…" стал доступным для скачивания с пятницы, до физического релиза, песня попала в чарт UK Singles Chart. Там она заняла 64 место на основе легальных цифровых продаж. На следующей недели сингл поднялся на 59 позиций — сразу на 5 место. Таким образом эта песня стала для Girls Aloud шестнадцатой, попавшей в Тор-10. Эта стало рекордом для группы. На третьей неделе песня спустилась на 2 позиции, показавшись на 7 месте. Сингл провел в Тор-75 ещё 5 недель, чтобы туда вернуться на 2 недели в ноябре из-за выхода студийного альбома Tangled Up. Всего композиция провела 10 недель в Тор-75 и ещё 3 в Тор-100.
В Ирландии песня достигла 11 места. В Тор-20 Irish Singles Chart она провела ещё 2 недели, находясь на 12 и 13 местах.

## Оценки
11 место в списке 20 лучших песен Girls Aloud по версии газеты The Guardian.

## Позиции вчартах
| Чарты (2007)     | Позиция занятое место |
| ---------------- | --------------------- |
| Великобритания   | 5                     |
| Словения         | 7                     |
| Ирландия         | 11                    |
| Европейский чарт | 17                    |
| Хорватия         | 23                    |

## История релиза
| Регион         | Дата            | Формат               |
| -------------- | --------------- | -------------------- |
| Великобритания | 31 августа 2007 | Цифровая дистрибуция |
| Великобритания | 3 сентября 2007 | CD Single            |

## Авторы
- Миранда Купер
- Брайан Хиггинс
- Лиза Коулинг
- Тим Пауэлл
- Элисон Кларксон

## Состав
- Шерил Коул
- Кимберли Уолш
- Сара Хардинг
- Никола Робертс
- Надин Койл